# Rampue
Rampue (* um 1985 als Daniel Krajnyak in Karl-Marx-Stadt) ist ein deutscher Electro/Deep-House-DJ, Liveact und Musikproduzent.

## Leben
Daniel Krajnyak kam mit seiner Familie nach dem Mauerfall ins hessische Wetzlar. Mit 13 Jahren fing er mit dem Produzieren an. 2007 wurde er von dem Electromusiker Plemo entdeckt, der ihn mit der Hamburger Szene, speziell dem Label Audiolith bekannt machte. Hier produzierte er u. a. mit Plemo, Ira Atari und Egotronic und war auch als Remixer tätig. Seit 2012 lebt er in Berlin.

## Diskografie (Auswahl)

### Alben
- 2007: Elektronische Tanzmusik
- 2008: Love Hate Peace Fuck (mit Plemo, Audiolith)
- 2010: Just Fu**in Dance It (mit Ira Atari, Audiolith)
- 2022: Tragweite
- 2023: Bubblebath Trance

### Singles & EPs
- 2012: Sonne Park und Sterni (mit Joney)
- 2013: Mama was a Progrocker
- 2013: Let´s Be Kids Again
- 2014: Wilderness